# 素颜
素颜是由许嵩作词并作曲，许嵩与何曼婷演唱的一首歌曲。该单曲于2010年8月18日发布，讲述一对男女同学从校园毕业，分手之后，他的不变和她的改变。两人的隔空对唱充满对青春岁月的回忆和怀念。

## 歌曲影响
该歌曲在2011-2012江苏卫视跨年晚会和2012年中央电视台网络春晚上演出。

## 歌曲争议
因为歌名为“素颜”，引发了对于何曼婷是否“素颜”及演唱功力的大讨论，激烈的发帖讨论一度让许嵩的官方论坛因流量过大导致服务器崩溃。何曼婷回应，感谢《素颜》让更多人认识自己，演唱《素颜》并不代表自己平时必须是素颜女孩，作为艺人，适当造型和化妆是对观众的一种尊重和职责所在。